# 小森川 (長崎県)
小森川（こもりがわ）は、長崎県佐世保市東部の三川内・早岐地域を流れ、早岐瀬戸へ注ぐ二級河川である。流域全体が長崎県佐世保市に属する。

## 地理
国見山系南部・標高670mの隠居岳（かくいだけ）東麓を水源とする。心野町（ここんのまち）を東へ流れ下り、横手町で流れを南東へ変える。なお、小森川と有田川との分水界は、長崎県佐世保市と佐賀県西松浦郡有田町の境界となっている。
吉福町で、東側から木原川・江永川が合流し、同時に流路を南西へ変える。中流域では水田が広がる三川内地区の盆地を大きく蛇行しながら流れ、日の出川など多くの支流が合流する。
下流域の早岐地区は都市部で、川の両岸が護岸されている。花高団地の下流で下の原ダムがある鷹巣川が合流し、なおも蛇行しながら中原町・権常寺町・広田と流れ、早岐瀬戸へ注ぐ。
中原町では１度大水害が起きている

## ダム
本流にダムはないが、支流に二つのダムを抱える。また流域には小規模なため池も多い。
江永ダム
支流の江永川上流に、昭和52年（1977年）に完成した治水用のダム。堤高30m・堤頂長125m・総貯水量83.4万m3。
下の原ダム（しものはるだむ）
支流の鷹巣川に、昭和44年（1969年）に完成した上水道用ダム。堤高36.5m・堤頂長178m・総貯水量230万m3。

## 産業・自然
上流域は旧平戸藩御用窯の三川内焼の産地、中流域は水田地帯、下流域は住宅・工業地となっている。下流域は17世紀中頃に平戸藩直営で新田開発が行われたが、明治30年の早岐駅開設以降は都市化が進んだ。
また、小森川が注ぐ早岐瀬戸は他にも金田川・宮村川などが流入しており、淡水の影響が大きい。瀬戸の各所にはヨシ原があり、大潮の干潮時には砂泥干潟も広がる。